# Ugandský šilink
Ugandský šilink (svahilsky shilingi ya Uganda, anglicky Ugandan shilling) je platnou měnou v Ugandě.

## Historie
První ugandský šilink (UGS) nahradil v roce 1966 východoafrický šilink v poměru 1:1. Kvůli vysoké inflaci byl v roce 1987 nahrazen novým šilinkem (UGX) v poměru 1:100.

## Mince

### První šilink
V roce 1966 byly zavedeny mince v hodnotách 5, 10, 20 a 50 centů a 1 a 2 šilinky. Mince 5, 10 a 20 centů byly vyraženy z bronzu, kdežto vyšší nominální hodnoty byly raženy z mědiniklu. Dvoušilink byl vydán pouze v onom roce.
V roce 1972 bylo oběživo rozšířeno o měděné pětišilinkové mince, ale později byly staženy z oběhu a nyní jsou velmi vzácné.
V roce 1976 byly bronzové 5 a 10centové mince nahrazeny ocelí plátovanou mědí  a nikl-bronzové 50centová a jednošilinková mince ocelí plátovanou niklovým bronzem. V roce 1986 byly vydány 50centové a jednošilinkové mince z poniklované oceli, a to byly poslední jednošilinkové mince prvního šilinku.

### Druhý šilink
V roce 1987 byly představeny měděné 1 a 2šilinkové mince a 5 a 10šilinkové mince z nerezové oceli. Ocelové mince měly tvar sedmiúhelníku se zakruženou hranou. V roce 1998 byly zavedeny mince 50, 100, 200 a 500 šilinků. V současné době obíhají mince hodnot 50, 100, 200, 500 a 1 000 šilinků.

## Bankovky

### První šilink
V roce 1966 vydala Ugandská banka bankovky v hodnotách 5, 10, 20 a 100 šilinků. V roce 1973 bylo do série přidána padesátišilinková bankovka a v roce 1983 následovalo 500 a 1 000 šilinků a v roce 1985 5 000 šilinků.

### Druhý šilink
Po denominaci v roce 1987 byly zavedeny nové bankovky v hodnotách 5, 10, 20, 50, 100 a 200 šilinků. V roce 1991 byly přidány bankovky 500, 1 000, v roce 1993 následovala pětitisícová bankovka, desetitisícová v roce 1995, dvacetitisícová v roce 1999, padesátitisícová v roce 2003.
Dne 17. května 2010 byla vydána nová sada bankovek, která byla doplněna o nominál 2 000 šilinků. Uganda se tak stala první africkou zemí, která zavedla pokročilý bezpečnostní prvek SPARK ve standardní sadě bankovek.
V současné době v oběhu obíhají bankovky o hodnotách 1 000, 2 000, 5 000, 10 000, 20 000 a 50 000 šilinků.
| Vyobrazení | Vyobrazení | Hodnota        | Rozměry | Dominantní barva | Popis stran                                             | Rok emise | poznámka |
| Avers      | Revers     | Hodnota        | Rozměry | Dominantní barva | Popis stran                                             | Rok emise | poznámka |
| ---------- | ---------- | -------------- | ------- | ---------------- | ------------------------------------------------------- | --------- | -------- |
|            |            | 1 000 šilinků  |         | hnědá            | kámen v pralese antilopy                                | 2017      | odkaz    |
|            |            | 2 000 šilinků  |         | modrá            | památník Johna Spekea v Jinje ryba                      | 2017      | odkaz    |
|            |            | 5 000 šilinků  |         | zelená           | památník druhé světové války v Kampale snovači u hnízda | 2015      | odkaz    |
|            |            | 10 000 šilinků |         | fialová          | památník nezávislosti v Kampale banánovník s plody      | 2015      | odkaz    |
|            |            | 20 000 šilinků |         | červená          | pomník stého výročí založení Kampaly bůvoli             | 2013      | odkaz    |
|            |            | 50 000 šilinků |         | žlutá            | památník obecného blaha v Kampale gorila                | 2013      | odkaz    |

## Hodnota
Oproti ostatním měnám odvozeným z východoafrického šilinku vykazuje ugandský šilink nejvyšší míru znehodnocení.